# Nino Porto
Nino Porto (Catania, 24 novembre 1912 – Roma, 4 giugno 2008) è stato un musicista, pittore e poeta italiano.

## Biografia
Antonino Porto, detto Nino, nasce a Catania e si trasferisce giovanissimo a Torino, dove studia Giurisprudenza e Musica, con una particolare predisposizione per il genere jazzistico.
Divenuto allievo di Giorgio Federico Ghedini, si avvia verso una diversa e più impegnata concezione musicale dedicandosi in special modo alla musica strumentale e alla lirica da camera.
Nel 1961 si trasferisce a Roma, dove continua la sua attività di funzionario della RAI Radiotelevisione Italiana già iniziata a Torino in qualità di Capo del Settore Coordinamento del Terzo Programma radiofonico e Capo del Servizio Audiovisivi della Rai Eri.
Coltiva con passione anche altri interessi artistici come la poesia e la pittura. Pubblica libri di racconti e di poesia, partecipa a numerose mostre di pittura sia personali che collettive (alcuni suoi quadri sono anche presenti in collezioni private americane), collabora con riviste musicali scrivendo saggi e articoli di critica.
Risale a questo periodo il suo matrimonio con l'attrice di prosa Anna Maria Mion, già sua collaboratrice e compagna dagli anni torinesi e ispiratrice di tanta produzione musicale e poetica.
È frutto anche della frequentazione di eccelse figure della musica internazionale, tra le quali il Maestro Goffredo Petrassi, una scrittura musicale di ardita concezione tecnica, con particolare interesse per l'improvvisazione pianistica e organistica, che resta la cifra più costante della sua produzione musicale.
La composizione estemporanea è per lui la sintesi del pensiero nell'atto del suo nascere e dell'azione che lo segue immediatamente con l'esecuzione. In questo processo nulla è lasciato alla riflessione ma è il subcosciente che opera con rapidità prodigiosa non rigorosamente rispettosa della forma-sonata.
Nino Porto ha sempre sostenuto i diritti della musica estemporanea secondo il concetto che "prima è nata la musica e poi la teoria", arrivando a sperimentazioni timbriche che hanno caratterizzato un certo periodo di ricerca di cui restano alcune registrazioni su nastro magnetico (riversate su CD) intitolato "LSD" per voce, flauto dolce, chitarra, pianoforte, coperchi e bicchieri.
Più legate alle precedenti esperienze sono "Etna in eruzione", "Suite cinese" e "La Valle della Morte", improvvisate all'organo elettronico.
Al 1974 risale una serie di liriche da camera (riversate su 33 giri e su CD) affidate alle voci del celebre soprano Magda Olivero e del baritono Giorgio Gatti (accompagnati al pianoforte rispettivamente da Eros Cassardo e Maria Teresa Conti) e del mezzosoprano Giuseppina Arista con l'autore stesso al pianoforte.
Peculiarità di questa produzione è la lettura dei versi eseguita dagli amici poeti (Maria Luisa Spaziani, Leonardo Sinisgalli, Alfonso Gatto, Berardino Claudio, Elio Filippo Accrocca, Diego Valeri, Siro Angeli) che precede ogni singola lirica e costituisce perciò un raro documento.
Uno dei suoi ultimi lavori è lo "Stabat Mater" di Jacopone da Todi, scritto originariamente per voce di contralto e pianoforte, poi orchestrato a cura del Maestro Roberto Hazon.
Nino Porto muore a Roma il 4 giugno 2008.

## Opere
La produzione musicale di Nino Porto è molto vasta: iniziata negli anni '40 con canzoni incise su dischi a 78 giri, prosegue con registrazioni su nastro magnetico, colonne sonore per film, incisioni su 45 giri e 33 giri, audiocassette e CD.
Musiche di Nino Porto sono state eseguite in concerti pubblici di varie Associazioni Musicali di Roma, di Torino e di Catania.
Nel 2012, in occasione del centenario della nascita del musicista, si è tenuta alla Biblioteca Nazionale Centrale di Roma (Ibimus) una tavola rotonda a lui dedicata con interventi illustrativi delle varie attività artistiche del Maestro, seguita da un concerto di musiche di sua composizione.
Nel settembre 2015 si è svolta presso l'Accademia Filarmonica Romana una manifestazione culturale-musicale promossa dall'Ibimus, a conclusione di una campagna di sostegno a favore dello stesso, intitolata "Quadri per una Istituzione: 35 anni di ricerca e tutela dei beni bibliografico-musicali". 
Per l'occasione sono state vendute all'asta benefica numerose opere pittoriche di Nino Porto donate dalla moglie.

## Produzioni

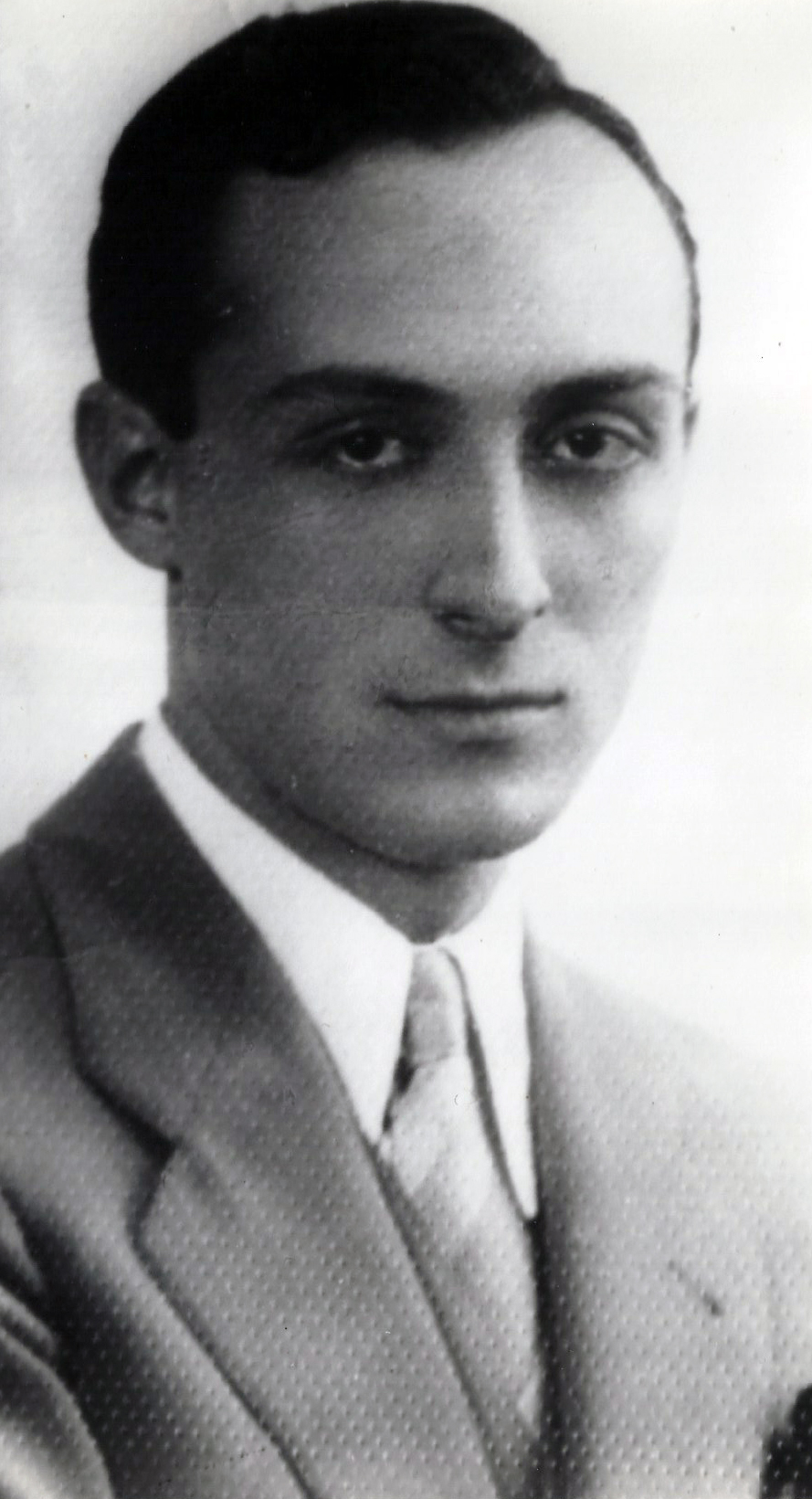
Nino Porto 1950

### Composizioni musicali
- Sonate improvvisate per pf. (dal n.1 al n.12)
- Sonate per 2 pf. (op.4 - op.5)
- Sonatine per 2 pf. (op.1 - op.3 - op.4)
- Quindici Bagattelle per pf.
- Sette Stravaganze per pf.
- Quattro Invenzioni
- Improvviso romantico (n.1 - n.2 - n.3)
- Capriccio per clarinetto e pf.
- Capriccio per flauto e pf.
- Sette Capricci per pf.
- Cinque Epigrafi per pf. (dedicate a Ungaretti, Montale, Quasimodo, Gatto, Sinisgalli)
- Omaggio a Chopin (raccolta di valzer per pf. a quattro mani)
- Omaggio a Schumann per pf. a quattro mani e versione per clarinetto, corno di bassetto e pf.
- "Cartoline dall'America Centrale" per pf. a quattro mani e versione per due pf.
- Quartetto per violino, viola, violoncello e pf.
- Trenta "Ritratti di Bimbe" per pf.
- Danza finlandese per pf. solo e versione per pf. a quattro mani
- Danza finlandese per clarinetto, corno di bassetto e pf.
- "Taormina" suite per pf.
- "Hesitation" per pf.
- "Perpetuum mobile" per pf.
- "Umoresca" per pf.
- Tarantella siciliana per flauto e pf.
- Serenata siciliana per flauto dolce e pf.
- "Preludio primaverile" per due clarinetti e pf.
- "Primo amore" per flauto e pf.
- "Passeggiando in carrozzella" (trascrizione dall'originale per pf. in versione per violino, viola, violoncello e pf.)
- "Serenata" e "Tenerezza" per 2 violini e pf. (trascrizioni di A. Nadin dall'originale per quartetto di violino, viola, violoncello e pf.)
- "Berceuse" - "Rèverie" - "Novelletta" (brani per pf.)
- "Inverno" versione per quartetto d'archi
- "Nostalgia campagnola", fox moderato per pf., fisa, cb., trb., con versione per pf. solo
- "Valzer della Primavera" per canto e pf. (versione per chitarra)
- "Ho sempre sognato" per canto e pf.
- "Traggedia di Marsala" per canto e pf.
- Canzoni (dagli anni '30 e '40 in poi)
- Serie di valzer per pf.
- Colonna sonora del film "Lo voglio maschio" di Ugo Saitta
- Liriche da camera (circa cinquanta) su testi di poeti contemporanei
- "Stabat Mater" (su testo di Jacopone da Todi) per mezzosoprano e pf. Versione per orchestra a cura di Roberto Hazon
- Improvvisazioni per organo elettronico su nastro magnetico: "Concerto per Jan Palach" - "Servizio speciale dal Vietnam" - "LSD" - "L'Etna in eruzione" - "La Valle della Morte" - "Suite cinese'"

### Raccolte poetiche
- "Le ragioni dell'anima" - Edizioni del Corso, Roma, 1978
- "Vacanze a Rapallo" - Edizioni del Corso, Roma, 1980, presentazione di Elio Filippo Accrocca
- "Olio di pietra" - Trevi Editore, Roma, 1982 - traduzione inglese ("Oil of Stone") di Janet J. Rose, Dunton Publishing Company, Pasadena California, 1982
- "Tema con variazioni" - Edizioni Il Ventaglio, Roma, 1988, presentazione di Guglielmo Petroni
- "Allegretto, ma non troppo" - Edizioni Il Ventaglio, Roma, 1990, premessa di Maria Luisa Spaziani
- "Itinerario coniugale" - Edizioni Il Ventaglio, Roma 1992, presentazione di Lea Canducci
- "Racconti dal vero" - Edizioni Il ventaglio, Roma, 1996

Tutto il materiale documentario e artistico relativo alla produzione musicale, poetica e figurativa di Nino Porto si conserva:
- Partiture musicali: presso IBIMUS (Istituto di Bibliografia Musicale) - Biblioteca Nazionale Centrale di Roma, Sala Arte, Musica e Spettacolo, viale Castro Pretorio 105 - 00185 Roma, www.ibimus.it
- Registrazioni, dischi, cassette audio, nastri magnetici, apparecchiature di riproduzione presso: Ministero per i Beni e le Attività Culturali, Direzione Generale - Istituto Centrale per i Beni Sonori e Audiovisivi, via Michelangelo Caetani, 32 - 00186 Roma, www.icbsa.it

### Recensioni e Scritti di riferimento
- Igino Lazzari, "Rotosei" (marzo 1963, pag.10)
- Omaggio a Ungaretti, "Radiocorriere TV" (25 aprile 1971, n.17)
- Rodolfo Del Corona, "Il Telegrafo" (28 maggio 1974)
- P.A., "Espresso Sera" quotidiano di Catania (12 dicembre 1975, pag.4)
- Elvira Ursino, "La Sicilia" (12 dicembre 1975, pag.5)
- P. Giorgio Martellini, "Radiocorriere TV" (1978, n.21, pag.130)
- Quotidiano "La Sicilia" (19 luglio 1978, pag. 3)
- Quotidiano "Il Tempo" (20 gen. 1979, pag.3)
- Mario Messinis, "Radiocorriere TV" (1981, n.30, pag. 51)
- Dario Miozzi "Giornale del Sud" (10 maggio 1981)
- Luigi Fait, "L'Osservatore romano" (28 dicembre 1981)
- Francesca Mammana, "Giornale del Sud" (26 gen. 1982, pag. 15)
- Lorenzo Tozzi, "Stereoplay" (aprile 1982, pag.89)
- Quotidiano "Il Tempo" (7 gen. 1983)
- Paolo Marletta, "Rassegna di cultura e vita scolastica" (dicembre 1983, pag.9)
- dal volume "Musica Musicisti e Teatri a Catania" al capitolo "Il Novecento: musicisti contemporanei" (1984, pag. 367 - Publisicula Editrice)
- Lina Caruso, "Catania sera" (22 giugno 1984, pag.3)
- Ermanno Gargani su "Paese Sera" (9 dic 1984)
- Quotidiano "L'Unità" (30 dic. 1984)
- Quotidiano "Il Tempo" (3 gen.1985)
- Erasmo Valente su  "L'Unità" (6 gen. 1985 nella rubrica "Musica")
- Luigi Bellingardi, "Nuova Rivista Musicale Italiana" (gennaio 1988, pag.103)
- Antonio Casile, "Stereoplay" (agosto 1988, pag.166)
- Lina Arena, "Il corriere delle Dame e dei Signori" (settembre 1988, pag. 8, 14, 24, 28)
- Mario Gamba, "RadiocorriereTV" n. 18 (1989, pag. 21)
- Quotidiano "Il Tempo" (27 mar. 1991, pag.6)
- Giorgio Chierici (a cura di), "Alta fedeltà" (novembre 1991, pag. 260)
- L.K. "Speciale CD" (1991, pag. 62, 110)
- Costin Cazaban, "Le Monde de la Musique" (1990, pag.63)
- Norman Weinstein su "Fanfare" (USA - 1990, pag. 260)
- Quotidiano "Il Tempo" (25 nov. 1990, pag. 8)
- Catalogo 1990 di "AS DISC" (pag.15)
- Articolo su "FONO" (1990, in lingua tedesca)
- Quotidiano "Il Tempo" (4 feb. 1991 pag. 17)
- Catalogo editoriale 2015 dell'IBIMUS, ultima pagina